# رود جان دی
رود جان دی رودی است به رود کلمبیا می‌ریزد. این رود از کشور ایالات متحده آمریکا می‌گذرد.